# Nikolaj Timofeevič Antoškin
Nikolaj Timofeevič Antoškin (in russo Николай Тимофеевич Антошкин?; in ucraino Микола Тимофійович Антошкін?, Mykola Timofijovyč Antoškin; Kuzminovka, 19 dicembre 1942 – Mosca, 17 gennaio 2021) è stato un generale e politico russo. 
Appartenente al popolo Mokši fu colonnello generale dell'aeronautica russa, membro del Duma di Stato e liquidatore. Per le sue azioni militari, Antoshkin venne insignito del titolo di Eroe dell'Unione Sovietica.

## Biografia
Nikolaj Timofeevič Antoškin nacque sotto Unione Sovietica, nella Repubblica Socialista Sovietica Autonoma di Baschiria il 19 dicembre 1942 a Kuzminovka, un villaggio del rajon russo Fëdorovskij dell'attuale Baschiria. Tra il 1950 e il 1951 ha vissuto nel villaggio di Kholmogorovka, fino al trasferimento a Kumertau. Nel 1960 conseguìla laurea, iniziando a lavorare come operaio nel laboratorio di riparazione e costruzione e istruttore di educazione fisica presso la centrale elettrica di Kumertau fino al 1961, quando venne arruolato nell'esercito sovietico.

### Carriera militare
Dopo essersi diplomato nel 1965 presso la Scuola superiore di aviazione militare di Orenburg, il 29 ottobre divenne tenente e ha prestato servizio come capo di volo in un reggimento di aviazione da ricognizione separato nel distretto militare bielorusso. Il 6 dicembre divenne primo tenente e dal 1969 al 1970, dopo essere diventato capitano il 30 dicembre del '69 è stato comandante di volo in un reggimento nel distretto militare dell'Estremo Oriente.
Nel 1973 si è laureato alla Gagarin Air Force Academy e il 29 giugno divenne maggiore e comandante di squadriglia e vice comandante di un reggimento di addestramento di ricognitori dell'aviazione nel distretto militare di Odessa. Tra il settembre 1975 e il giugno 1979 guidò l'87º reggimento dell'aviazione da ricognizione separata nel distretto militare del Turkestan, venendo promosso tenente colonnello il 19 settembre 1975. Il 22 febbraio 1977 Antoškin venne insignito dell'Ordine del Servizio alla patria nelle forze armate. Durante l'ultimo anno del suo lavoro presso 87º reggimento, condusse missioni di ricognizione sul territorio afghano, fino al trasferimento al comando dell'11º reggimento dell'aviazione da ricognizione separata nel gruppo di forze sovietiche in Germania nel mese di giugno. Il 27 dicembre dello stesso anno Antoškin è stato promosso colonnello. Nel maggio del1980 diventa comandante del 20º esercito di guardie e dopo la laurea presso l'Accademia militare dello Stato maggiore delle forze armate della Russia, divenne comandante dell'Aeronautica Militare e vice comandante del Gruppo di Forze del Centro.
Nel marzo 1985 Antoškin è diventato capo di stato maggiore dell'aeronautica militare del distretto militare di Kiev, ottenendo la promozione come maggiore generale il 29 aprile. Immediatamente dopo il disastro di Černobyl' fu uno dei protagonisti della liquidazione: ha effettuato un sorvolo in elicottero dell'impianto il giorno del disastro fu il comandante e l'organizzatore del gruppo di elicotteri incaricato di far cadere la sabbia sul cratere del reattore fino al 5 maggio, momento in cui l'incendio cessò. Per la sua leadership, è stato insignito del titolo di Eroe dell'Unione Sovietica e Ordine di Lenin il 24 dicembre 1986. Nel mese di agosto del 1988 venne trasferito per diventare comandante dell'aeronautica militare del distretto militare dell'Asia centrale ad Almaty . Nel novembre del 1989 è diventato comandante dell'aeronautica militare del distretto militare di Mosca, venendo promosso come tenente generale il 25 aprile 1990. Il 28 novembre 1991 venne insignito nuovamente dell'Ordine del Servizio alla patria nelle forze armate. Dal novembre 1993 al marzo 1997 Antoshkin ha guidato l'aviazione frontale dell'aeronautica militare russa, venendo promosso a colonnello generale il 10 giugno 1994. Il 28 agosto 1995 venne insignito dell'Ordine al merito per la Patria e nel 1996 è stato nominato cittadino onorario di Kumertau. Tra il novembre 1997 e il settembre 1998 è stato vice comandante per l'addestramento al combattimento e capo addestramento dell'Air Force russa. Antoshkin divenne cittadino onorario della Mordovia in questo periodo, ritirandosi dal servizio militare nel settembre del 1998.
È scomparso nel gennaio 2021 all'età di 78 anni a seguito del COVID-19.